# سيلفيا فرازير
سيلفيا فرازير (بالإنجليزية: Sylvia Fraser)‏ (8 مارس 1935، هاميلتون في كندا)؛ روائية كندية.